# Δ18O
δ18O是二種氧穩定同位素氧-18和氧-16的比例，常用在地球化学、古氣候學及古海洋學中。δ18O常用來量測降水時的溫度，也可以量測地下水和礦物之間的交互作用，以及像產甲烷作用之間的進行情形。
在古科學（paleosciences）中，石笋、珊瑚、有孔蟲門及冰芯中的18O:16O資料會作為當時溫度的代用氣候指標。
定義為如下（單位是千分之一）：
{\displaystyle \delta ^{18}O={\Biggl (}{\frac {{\bigl (}{\frac {^{18}O}{^{16}O}}{\bigr )}_{sample}}{{\bigl (}{\frac {^{18}O}{^{16}O}}{\bigr )}_{standard}}}-1{\Biggr )}*1000\ ^{o}\!/\!_{oo}}
其中的標準是一個已知的同位素組成，例如維也納標準平均海水（VSMOW）。同位素分餾可以是動力學分餾、平衡分餾或是非质量相关分馏等。

## 機制

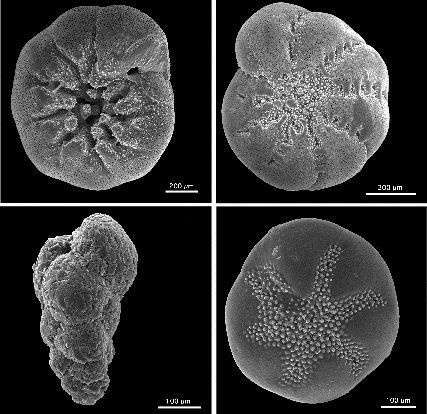
有孔蟲樣品。

有孔蟲殼由碳酸鈣 (CaCO3) 組成，存在於許多常見的地質環境中。 殼中18O與16O的比率用於間接確定殼形成時周圍水的溫度。 此比率略有不同，取決於周圍水的溫度以及其他因素，例如水的鹽度和冰蓋中鎖住的水量。
δ18O 也反映了局部蒸發和淡水輸入，因為雨水富含 16O，這是海水中較輕的 16O 優先蒸發的結果。 因此，在蒸發較多的亞熱帶和熱帶地區，表層海洋含有較多比例的 18O，而在降雨較多的中緯度地區，表層海洋含有較少比例的 18O。